# نه تو میدونی نه من
نه تو میدونی نه من (به هندی: Na Tum Jaano Na Hum) فیلمی محصول سال ۲۰۰۲ و به کارگردانی آرجون سابلوک است. در این فیلم بازیگرانی همچون سیف علی خان، هریتک روشن، ایشا دئول، آلوک نات ایفای نقش کرده‌اند.